# Miss Polonia 2020
Miss Polonia 2020 – 42. edycja konkursu piękności Miss Polonia. Gala finałowa odbyła się 8 marca 2021 w Teatrze Wielkim w Łodzi.
Miss Polonią została Natalia Gryglewska z Częstochowy.

## Rezultaty
| Tytuł             | Laureatka                                                                                |
| ----------------- | ---------------------------------------------------------------------------------------- |
| Miss Polonia 2020 | Natalia Gryglewska                                                                       |
| I Wicemiss        | Klaudia Wonatowska                                                                       |
| II Wicemiss       | Faustyna Wespińska                                                                       |
| Top 5             | Jessica Guzek Roksana Karolak                                                            |
| Top 10            | Amelia Trochimczuk Dominika Oleszko Weronika Domagalska Klaudia Plesiak Natalia Tarasiuk |

### Nagrody specjalne
| Tytuł             | Laureatka     |
| ----------------- | ------------- |
| Miss Publiczności | Jessika Guzek |

## Finalistki
| Nr | Kandydatka          | Wiek | Wzrost | Województwo               | Miejscowość               |
| -- | ------------------- | ---- | ------ | ------------------------- | ------------------------- |
| 1  | Amelia Trochimczuk  | 19   | 165 cm | Zachodniopomorskie        | Międzyzdroje              |
| 2  | Maja Biskupska      | 24   | 171 cm | Mazowieckie               | Warszawa                  |
| 3  | Jessica Guzek       | 22   | 171 cm | Mazowieckie               | Warszawa                  |
| 4  | Daria Szwaba        | 20   | 172 cm | Pomorskie                 | Gdańsk                    |
| 5  | Agata Jarosz        | 23   | 172 cm | Lubelskie                 | Świdnik                   |
| 6  | Wiktoria Solecka    | 19   | 172 cm | Śląskie                   | Rząśnia / Częstochowa     |
| 7  | Klaudia Wonatowska  | 23   | 172 cm | Kujawsko-pomorskie        | Chełmża                   |
| 8  | Weronika Domagalska | 24   | 172 cm | Mazowieckie               | Piastów                   |
| 9  | Natalia Gryglewska  | 22   | 172 cm | Śląskie                   | Częstochowa               |
| 10 | Klaudia Plesiak     | 21   | 173 cm | Łódzkie                   | Łódź                      |
| 11 | Natalia Tarasiuk    | 22   | 173 cm | Mazowieckie               | Łosice                    |
| 12 | Roksana Karolak     | 21   | 173 cm | Łódzkie                   | Łagiewniki Nowe           |
| 13 | Dominika Oleszko    | 26   | 174 cm | Mazowieckie               | Serock                    |
| 14 | Katarzyna Gwiazda   | 25   | 175 cm | Mazowieckie               | Ostrołęka                 |
| 15 | Faustyna Wespińska  | 24   | 175 cm | Kujawsko-pomorskie        | Bydgoszcz                 |
| 16 | Aleksandra Mróz     | 21   | 177 cm | Wielkopolskie             | Raszków                   |
| 17 | Paulina Sokowicz    | 21   | 177 cm | Wielkopolskie             | Łęczyca                   |
| 18 | Monika Przybył      | 21   | 179 cm | Kujawsko-pomorskie        | Bydgoszcz                 |
| 19 | Justyna Jarczewska  | 19   | 180 cm | Łódzkie                   | Zduńska Wola              |
| 20 | Cindy Baranowska    | 20   | 184 cm | Miss Polonia Niemiec 2020 | Miss Polonia Niemiec 2020 |